# Berikolon Forest Park
Der Berikolon Forest Park (andere Schreibweise Beri Kolon Forest Park) ist ein Waldgebiet im westafrikanischen Staat Gambia.
Das 1052 Hektar große Waldgebiet liegt in der Lower River Region im Distrikt Jarra Central sowie im Distrikt Jarra East und wurde wie die anderen Forest Parks in Gambia zum 1. Januar 1954 eingerichtet. Es liegt auf der nördlichen Seite der South Bank Road, Gambias wichtigster Fernstraße, rund 24 Kilometer östlich des nächsten größeren Orts Soma entfernt. Auf der anderen Straßenseite schließt sich der Tambajang Forest Park an.